# عبد اللطيف البهداري
عبد اللطيف البهداري لاعب كرة قدم فلسطيني ، يلعب مع نادي مركز شباب بلاطة ومنتخب فلسطين لكرة القدم ؛ بدأ مسيرته الكروية مع نادي خدمات رفح ويبلغ من العمر 12 عام فقط، ولعب مع نادي غزة الرياضي ونادي المشاتل ثم عاد إلى خدمات رفح وأعير منه إلى مركز شباب العامري وإلى هلال أريحا ثم انتقل إلى نادي الوحدات و بعدها انتقل إلى نادي الهجر السعودي انتقل إلى نادي زاخو العراقي ثم إلى شباب الخليل وعاد إلى نادي الوحدات ، وهو يلعب حاليًا في نادي طلائع الجيش المصري. ويلعب مع منتخب فلسطين لكرة القدم منذ 2007.

## إنجازته
- بطل الدوري الأردني للمحترفين : 2010-2011
- بطل كأس الأردن لكرة القدم : 2009-2010 ، 2010-2011
- بطل درع الاتحاد الأردني : 2010
- بطل كأس السوبر الأردنية : 2009 ، 2010
- بطل كأس التحدي الآسيوي 2014

## روابط خارجية
- عبد اللطيف البهداري على موقع الاتحاد الدولي (مؤرشف)  (الإنجليزية)
- عبد اللطيف البهداري على موقع قاعدة بيانات كرة القدم.إي يو (الإنجليزية)
- عبد اللطيف البهداري على موقع ناشيونال فوتبول تيمز (الإنجليزية)
- عبد اللطيف البهداري على موقع Soccerway.com (الإنجليزية)